# Park Sang-won
Dans ce nom coréen, le nom de famille, Park, précède le nom personnel.
Pour les articles homonymes, voir Park.
Park Sang-won (en coréen : 박상원 ; né le 14 septembre 2000 à Daejeon), est un escrimeur sud-coréen spécialiste du sabre.

## Biographie

### Jeunesse et débuts
Park Sang-won naît et grandit à Daejeon tout comme son coéquipier Oh Sang-uk. Il étudie au collège Maebong puis au lycée Songchon, tous deux situés dans la ville, avant de rejoindre l'université nationale du sport de Corée. Il débute l'escrime en suivant le modèle de son grand frère. Il s'entraîne tout au long de sa scolarité dans ses établissements, et particulièrement à l'université du sport de Corée. En particulier, il finit second de la coupe du président, une compétition nationale coréenne, dans la catégorie « collège et lycée » en 2015. Après son diplôme (licence d'éducation physique en 2023), il rejoint le club de sa ville, le Daejeon City Hall,.

### Carrière sportive
Dans la catégorie des seniors, Park Sang-won continue à atteindre les podiums des championnats nationaux. Avec l'équipe de l'université nationale du sport de Corée, il est sacré vice champion de Corée du Sud par équipes en 2020. Il participe l'année suivante à sa première compétition internationale, l'Universiade d'été de 2021. En finale, il vainc Gergo Horvath (15-12) ce qui lui permet de remporter sa première médaille dans une compétition de cette envergure, qui est en or.
Il prend ensuite part à la coupe du monde d'Alger 2022, sa première compétition mondiale dans la catégorie senior. Il se classe alors 76e. Dans le même temps, il continue à participer à des évènements juniors, comme les championnats d'Asie U-23. Lors de cette même année 2022, il est sacré double champion d'Asie, à la fois en individuel et par équipes.
C'est à ce moment qu'il rejoint l'équipe nationale de Corée du Sud dans diverses étapes de coupe du monde (saison 2022-2023). Toutefois sa participation aux Jeux olympiques n'est pas assurée. Pour sélectionner les athlètes envoyés aux olympiades, la fédération coréenne prend en compte les résultats de quatre compétitions organisées en 2023 : les championnats nationaux, une compétition dédié, la coupe du président et la coupe Kim Chang-hwan. Il remporte l'épreuve dédiée aux qualifications, notamment en se défaisant de Ha Han-sol en finale, ainsi que la coupe du président en s'illustrant cette fois face à Oh Sang-uk en finale. Il remporte également la compétition par équipes de cette coupe,. Il s'incline en demi-finale des championnats nationaux.
Park parvient finalement à rejoindre l'équipe nationale, dont il est le benjamin. Le but est alors pour la délégation coréenne de remporter un troisième titre par équipes d'affilée. L'équipe, complétée par Oh Sang-uk , Gu Bon-gil et Do Gyeong-dong, est qualifiée pour la finale après une victoire face à la France (45-39), l'équipe se lance dans un affrontement aux Hongrois. Il est le premier tireur à entrer sur la piste et l'équipe finit par gagner, s'octroyant ainsi le titre olympique,. Dans les épreuves individuelles, il bat l'Américain Colin Heathcock (15-10) alors 5e au classement mondial, malgré un match mal commencé avec un retard de quatre touches. Son parcours s'arrête à l'assaut suivant, en huitièmes de finale, face au Chinois Shen Tianfeng (11-15). Il termine ses Jeux en 15e position.

## Palmarès
- Jeux olympiques
  -  Médaille d’or par équipes aux Jeux olympiques d'été de 2024 à Paris[19]

- Épreuves de coupe du monde
  -  Médaille d’or par équipes à la Coupe du monde de Tbilissi sur la saison 2023-2024
  -  Médaille d’or par équipes au Trophée Luxardo à Padoue sur la saison 2023-2024
  -  Médaille d’argent par équipes à la Coupe du monde d’Alger sur la saison 2023-2024[20],[21]
  -  Médaille d’argent par équipes à la Coupe du monde de Budapest sur la saison 2023-2024

- Universiades
  -  Médaille d’or en individuel à l’Universiade d'été de 2021 à Chengdu[7]
  -  Médaille d’argent par équipes à l’Universiade d'été de 2021 à Chengdu

- Championnats d’Asie
  -  Médaille d’or par équipes aux championnats d’Asie 2024 à Koweït

## Classement en fin de saison
| Année | 2023 | 2024 |
| ----- | ---- | ---- |
| Rang  | 88   | 17   |